# Willy Tappert jr.
Willy Tappert jr, född William Arvid Tappert 28 augusti 1927 i New York, USA, död 20 januari 2011 i Högalids församling, Stockholm, var en svensk skådespelare och regissör.

## Biografi
Tappert kom till Sverige 1928. Han studerade först vid Willy Koblancks teaterskola och fortsatte studierna vid Gösta Terserus teaterskola.  Han engagerades vid Helsingborgs stadsteater 1948, Åbo Svenska Teater 1950, Stockholms studentteater 1953 och Marsyasteatern i Stockholm. Har under största delen av sin karriär regisserat amatörteater. På senare tid, även som pensionär, har Tappert satt upp pjäser baserade på författaren Jan Fridegårds böcker. 

## Filmografi
- 1948 – Hammarforsens brus

## Teater

### Roller
| År   | Roll            | Produktion                                             | Regi                | Teater                   |
| ---- | --------------- | ------------------------------------------------------ | ------------------- | ------------------------ |
| 1948 | Barberaren      | Född i går Garson Kanin                                | Gunnar Ekström      | Helsingborgs stadsteater |
| 1948 | Frantz          | All världens rikedom Jean-Paul Sartre                  | Lars-Levi Læstadius | Helsingborgs stadsteater |
| 1949 | Pagen           | Askungen                                               | Arne Ragneborn      | Helsingborgs stadsteater |
| 1949 | Frédéric        | Lilla helgonet Hervé, Henri Meilhac och Albert Millaud | Mats Johansson      | Helsingborgs stadsteater |
| 1950 | Hammons betjänt | Skomakarens frimåndag Thomas Dekker                    | Lars-Levi Læstadius | Helsingborgs stadsteater |